# Di truyền gen trội liên kết X

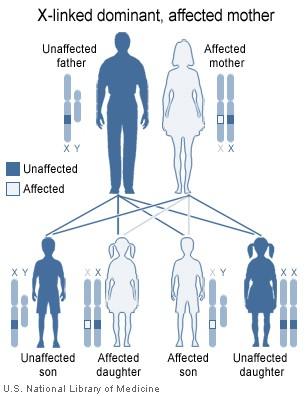
Hình 1: Trường hợp di truyền theo mẹ. Chú thích: Bố Unaffected = bình thường (không bị). Mẹ Affected = bị bệnh.Các con: 1/4 khả năng là trai bình thường + 1/4 khả năng là gái bị bệnh + 1/4 khả năng là trai bị bệnh + 1/4 khả năng là gái bình thường. Các con bị bệnh do nhận alen trội từ mẹ.

Di truyền gen trội liên kết X là phương thức kế thừa gen trội có lô-cut tại vùng không tương đồng của nhiễm sắc thể giới tính X cho đời sau. Đây là thuật ngữ dùng trong di truyền học, ở tiếng Anh là "X-linked dominant inheritance".
Di truyền gen trội liên kết X là một trường hợp của di truyền liên kết giới tính, khi gen đang xét là gen trội, có lô-cut định vị tại vùng không tương đồng của nhiễm sắc thể giới tính X. Ở người, vì gen này là gen trội không bị alen tương ứng lấn át, lại không có ở nhiễm sắc thể Y, nên dù ở nam giới hoặc ở nữ giới thì gen này vẫn biểu hiện.
Di truyền gen trội liên kết X là phương thức di truyền khá nhiều bệnh ở người (xem dưới đây). Tuy nhiên cha bị bệnh mà mẹ không bị, thì con trai của họ không bị bệnh; thậm chí cha mẹ đều bị bệnh thì con trai vẫn có khả năng không bị.

## Cơ sở di truyền học

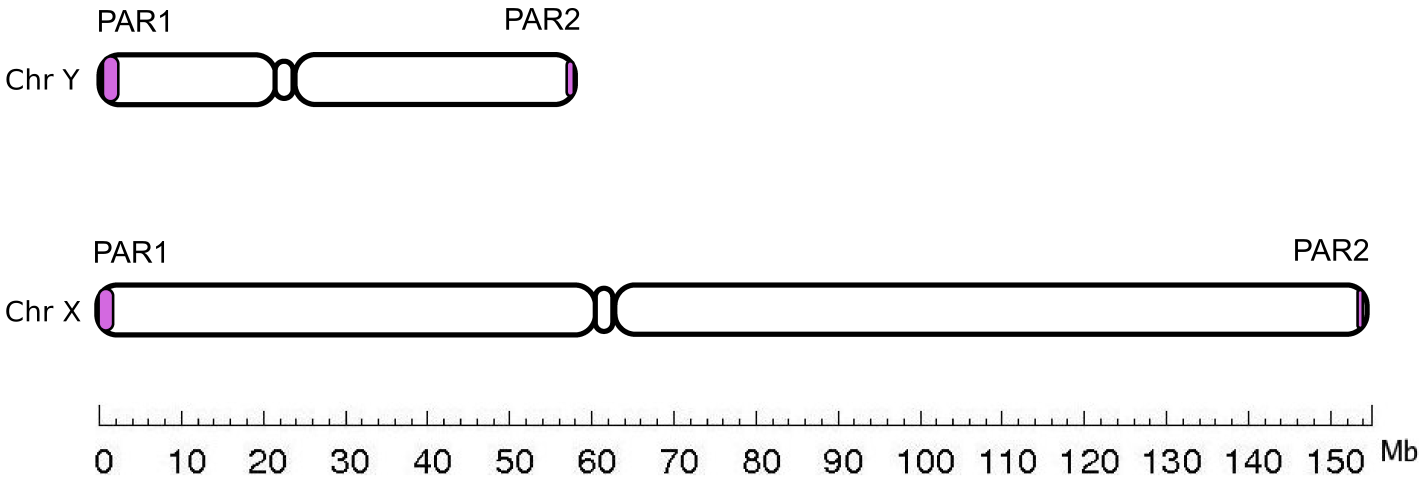
Hình 2: Ở người, nhiễm sắc thể Y ngắn (sơ đồ trên) còn nhiễm sắc thể X dài hơn (sơ đồ dưới), nhưng có các vùng tương đồng nhỏ gọi là vùng giả NST thường.

- Trong hầu hết các loài động vật có vú kể cả loài người, bộ nhiễm sắc thể của mỗi cá thể thường mang một cặp nhiễm sắc thể giới tính; cặp này gồm hai loại là X và Y, trong đó X dài và mang nhiều gen hơn hẳn Y. Tuy nhiên, hai NST (nhiễm sắc thể) này có những đoạn mang các lô-cut giống nhau và trong giảm phân có thể tiếp hợp cũng như trao đổi chéo cho nhau, nên gọi là các đoạn này (PAR1 và PAR2 ở hình 2) là vùng tương đồng, giống như ở cặp NST thường, bởi thế thuật ngữ tiếng Anh gọi là "pseudoautosomal region" (vùng giả NST thường).[5] Ngoài vùng này, các đoạn còn lại của X và Y đều gọi là vùng không tương đồng chứa các gen chỉ X có mà Y không có, hoặc ngược lại chỉ Y có mà X không có. Các tính trạng do các gen ở vùng không tương đồng thường luôn di truyền biểu hiện kèm giới tính.[2][3]
- Giả sử gen đó là A (trội) gây bệnh ở vùng không tương đồng của X, thì có thể gặp các trường hợp sau:

- Mẹ và bố đều là thể đồng hợp trội: XAXA × XAY → Các con = XAXA + XAY; 100% con bị bệnh.
- Mẹ là thể dị hợp còn bố bị bệnh: XAXa × XAY → Các con = XAXA + XAXa + XAY + XaY (hình 1). Vậy 75% bị bệnh.
- Mẹ là thể dị hợp còn bố bình thường: XAXa × XaY → Các con = XAXa + XaXa + XAY + XaY; có 50% bị bệnh.
- Mẹ bình thường còn bố bị bệnh: XaXa × XAY → Các con = XAXa + XaY; tất cả con gái bị bệnh.
- Mẹ là thể đồng hợp trội, còn bố bình thường: XAXA × XaY → Các con = XAXa + XAY (hình 3): 100% các con bị bệnh.

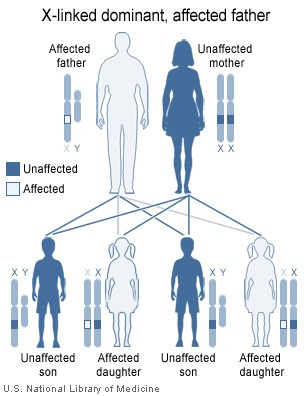
Hình 3: Trường hợp di truyền bệnh theo bố. Chú thích: Bố Affected = bị bệnh. Mẹ Unaffected = bình thường (không bị).Các con: 1/4 khả năng là trai bình thường + 1/4 khả năng là gái bị bệnh + 1/4 khả năng là trai bị bệnh + 1/4 khả năng là gái bình thường. Các con bị bệnh do nhận alen trội từ bố.

## Một số bệnh di truyền gen trội liên kết X
- Bệnh còi xương kháng Vitamin D do giảm phôtphat máu do gen trội liên kết X.
- Hội chứng Rett do đột biến gen trội MECP2 (gen mã hoá "methyl CpG binding protein 2") liên kết X.
- Hội chứng Alport.[6]
- Bệnh sắc tố incontinentia (Incontinentia pigmenti) do gen trội liên kết X (gen lặn không gây bệnh) phát sinh nhiều mụn nước rồi làm biến đổi sắc tố da.[7]
- Hội chứng Giuffrè -Tsukahara.[8]
- Hội chứng Goltz.
- Bệnh Porphyria.[9]
- Hội chứng Fragile X.